# Jacques-Émile Abelous
Pour les articles homonymes, voir Abelous.
Jacques-Émile Abelous, né le 10 mars 1864 à Bédarieux et mort le 20 novembre 1940 à Aussillon est un physiologiste français. Il préside à partir de 1935 les comités royalistes en Haute-Garonne, est royaliste et militant auprès de l'Action française.

## Biographie
Jacques-Émile Abelous naït le 10 mars 1864 dans une famille de négociants. Il étudie la médecine à Montpellier, se spécialisant en physiologie. Il soutient sa thèse, très favorablement accueillie, en 1888.
Ayant intégré le laboratoire de Charles Richet, il est reçu à l'agrégation de médecine en 1892 et intègre la Faculté de médecine de Toulouse, où il fera toute sa carrière. Il y obtient la chaire de physiologie en 1897. Il est nommé au Conseil supérieur de l'instruction publique en 1900. 
Mobilisé comme médecin-major brancardier en 1914, puis affecté à l'hôpital militaire de Toulouse. Il devient après la guerre doyen de sa Faculté, et le reste jusqu'en 1939. Il est élu associé national de l'Académie nationale de médecine en 1928. 
Protestant, il siège au conseil presbytéral de l'Église réformée de Toulouse après 1898.
En 1930, il est élu mainteneur de l'Académie des jeux floraux. Il est correspondant ou associés de diverses autres sociétés savantes.
Républicain, de gauche, avant la Première Guerre mondiale, ce protestant devient royaliste et rejoint l'Action française de Charles Maurras. Son adhésion au nationalisme royaliste d'extrême droite est publique à partir de 1929. C'est surtout à partir de 1934 qu'il se met à militer pour l'Action française, présidant un banquet de médecins membres et sympathisants et donnant des conférences. Il préside à partir de 1935 les comités royalistes de Haute-Garonne ainsi que la section toulousaine du Cercle Fustel de Coulanges (ou bien vice-président ?), pour lequel il donne une conférence en 1934.
Il se retire au château de Thoré, à Aussillon, et meurt le 20 novembre 1940 dans cette commune. Il est le père de Frédéric (auteur d'une thèse de doctorat en droit et directeur du service juridique d'une compagnie pétrolière) et Lucien Abelous (peintre).

## Prix
- Prix Fontaine de la Faculté de médecine de Montpellier (1888) pour sa thèse[2].
- Officier de la Légion d'honneur (1923)[2].
- Prix La Caze de l'Académie des sciences (1932).

## Sources
- Dossier de la Légion d'honneur de J-E Abelous dans la base Léonore
- Site du Comité des travaux historiques et scientifiques, Notice biographique, mars 2019
- [Kirschleger 2015] Pierre-Yves Kirschleger, « Abelous Jacques Émile », dans Patrick Cabanel et André Encrevé (dir.), Dictionnaire biographique des protestants français de 1787 à nos jours, t. I, Paris, Éditions de Paris-Max Chaleil, 2015 (ISBN 978-2-8462-1190-1), p. 7.